# 布里格斯 (亞利桑那州)
布里格斯（英語：Briggs）是位於美國亞利桑那州亞瓦派縣的一個非建制地區。該地的面積和人口皆未知。

## 地理
布里格斯的座標為34°03′39″N 112°28′33″W / 34.06083°N 112.47583°W，而該地的平均海拔高度為841米（即2759英尺）。